# خانه جان‌نثار
خانه جان نثار مربوط به دوره قاجار است و در بوشهر، خیابان انقلاب، کوچه شهید منصور اسماعیلی واقع شده و این اثر در تاریخ ۲۵ اسفند ۱۳۷۹ با شمارهٔ ثبت ۳۶۴۱ به‌عنوان یکی از آثار ملی ایران به ثبت رسیده است.